# Veelstreepkrait
De veelstreepkrait (Bungarus multicinctus) is een giftige slang die behoort tot de familie van de koraalslangachtigen (Elapidae) en het geslacht van de kraits (Bungarus)

## Naam en indeling
De wetenschappelijke naam van de veelstreepkrait werd voor het eerst voorgesteld door de Engelse zoöloog Edward Blyth in 1861.
De Nederlandstalige naam veelstreep-krait slaat op het kleurenpatroon van het lichaam dat bestaat uit vele lichtere en donkere banden. Ook in andere talen wordt deze naam gebruikt, zoals het Engelse 'many-banded krait' en de Duitse namen 'vielgebänderter krait' en 'vielbindenbungar'. De wetenschappelijke soortaanduiding multicinctus betekent vrij vertaald 'vele ringen'; multi = veel en cingere = ringen.

### Ondersoorten
De soort wordt verdeeld in twee ondersoorten die onderstaand zijn weergegeven, met de auteur en het verspreidingsgebied.
| Naam                               | Auteur      | Verspreidingsgebied                 |
| ---------------------------------- | ----------- | ----------------------------------- |
| Bungarus multicinctus multicinctus | Blyth, 1861 | De rest van het verspreidingsgebied |
| Bungarus multicinctus wanghaotingi | Pope, 1928  | China (Yunnan), Myanmar             |

## Uiterlijke kenmerken
De veelstreepkrait kan een lengte van 120 tot 140 centimeter bereiken. De slang heeft een slank maar gespierd lichaam dat driehoekig tot ovaal in dwarsdoorsnede is. De kop is kort, plat en vormt een directe voortzetting vanuit de nek. Het relatief kleine oog heeft een ronde pupil. De slang heeft vijftien rijen schubben in de lengte op het midden van het lichaam, de schubben hebben een glad oppervlak. De kop en het lichaam hebben een glanzende zwarte basiskleur. Aan de bovenzijde van het lichaam zijn er tussen de 34 en 45 witte tot grijs-witte dwarsbanden, en aan de staart nog 9 tot 16. De buik is vaak donker gevlekt.
Zoals alle kraits heeft Bungarus multicinctus tot gifklieren geëvolueerde speekselklieren, die via een gifkanaal in de bovenkaak uitkomen in onbeweeglijke hoektanden verbonden, dit wordt een proteroglyfe tandconfiguratie genoemd.

## Giftigheid
Het toxinemengsel van Bungarus multicinctus bevat voornamelijk neurotoxische polypeptiden, gezamenlijk aangeduid als bungarotoxinen, die een dempend effect hebben op het perifere zenuwstelsel
Bij een 'natte' beet waarbij de giftanden daadwerkelijk worden ingezet kan 4,6 tot 11 milligram aan drooggewicht gif worden ingebracht. Als een mens gebeten wordt kan dit een aantal symptomen tot gevolg hebben, waaronder hoofdpijn, misselijkheid, braken, buikpijn, diarree, duizeligheid, shock en convulsies. De neurotoxinen veroorzaken progressieve verlamming, die aanvankelijk merkbaar is door ptosis en kan leiden tot volledige verlamming. De dood treedt uiteindelijk in als gevolg van ademhalingsverlamming.

## Levenswijze
De veelstreepkrait is 's nachts actief en verstopt zich overdag. De slang foerageert vooral op natte en regenachtige nachten. Op het menu staan vooral andere slangen, hagedissen, amfibieën en vissen, af en toe worden kleine zoogdieren buitgemaakt. De vrouwtjes zetten eieren af, een legsel bestaat uit drie tot 20 eieren. De eieren zijn ongeveer 50 millimeter lang en 20 mm breed. Als de jongen uit het ei kruipen hebben ze een lichaamslengte van ongeveer 25 centimeter.

## Verspreiding en habitat

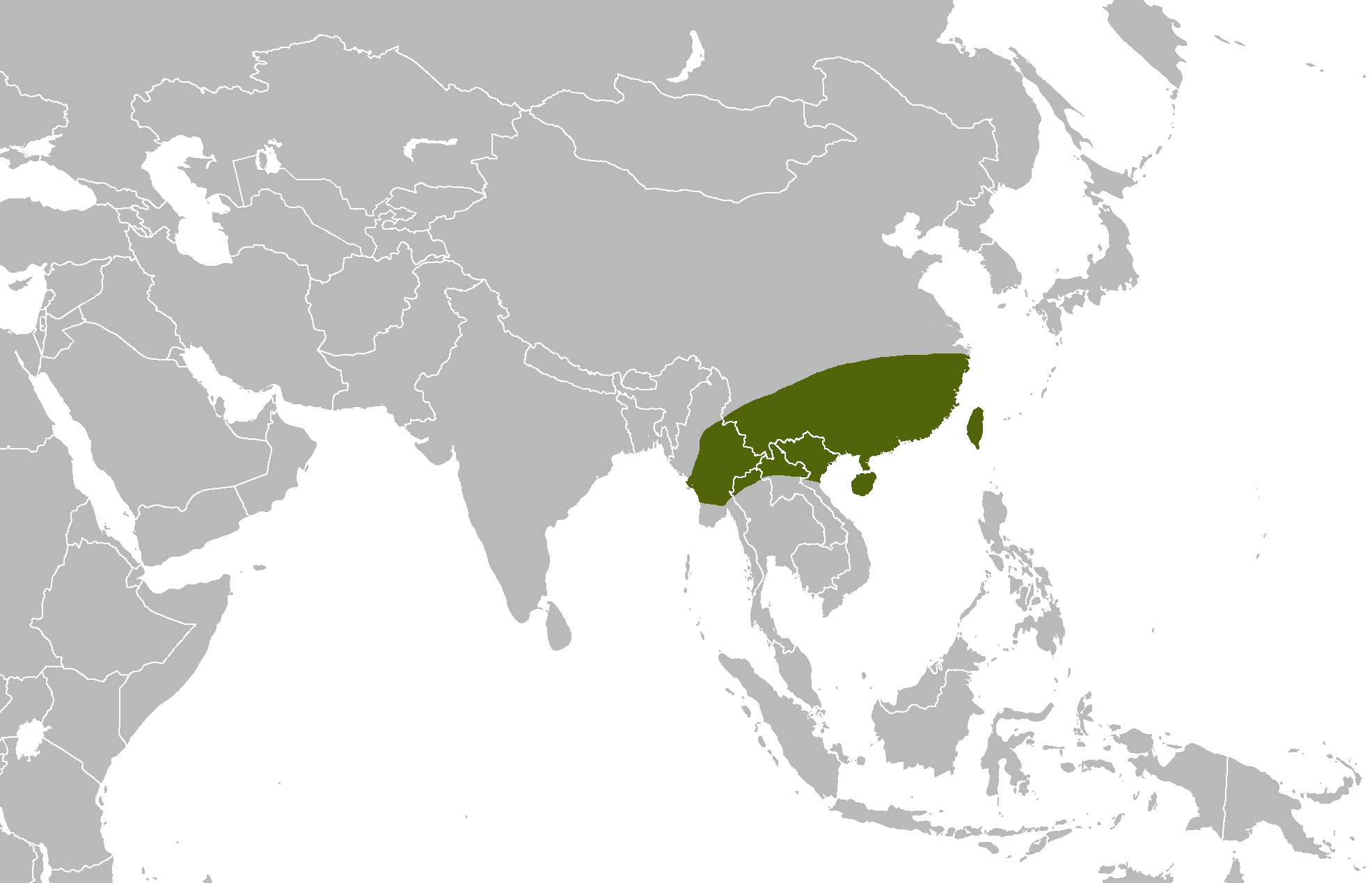
Verspreidingsgebied van de veelstreepkrait

De veelstreepkrait komt voor in delen van Azië, het verspreidingsgebied strekt zich uit over Myanmar, Laos, Taiwan en het noorden van Vietnam en delen van de zuidelijke Volksrepubliek China (Hainan, Anhui, Chongqing, Sichuan, Guangdong, Guangxi, Hong Kong, Hunan, Hubei, Yunnan, Guizhou, Jiangxi, Zhejiang en Fujian).
De habitat bestaat uit vochtige tropische en subtropische bossen, zowel in laaglanden als in bergstreken, en vochtige tropische en subtropische scrublands. Ook in door de mens aangepaste streken zoals plantages, landelijke tuinen en stedelijke gebieden kan de slang worden gevonden. De veelstreepkrait is een bewoner van hoog gelegen streken en leeft meestal boven de 700 meter boven zeeniveau. De soort komt voor op hoogten van maximaal 1500 meter boven zeeniveau. De biotopen zijn vochtig en worden gekenmerkt door hun nabijheid tot water. Het is een veel voorkomende slangensoort die de mens niet schuwt; de slang is vaak te vinden in afwateringssloten. Consumptie van deze slang is door onderzoekers aangewezen als een mogelijke bron van de uitbraak van het coronavirus in Wuhan in 2019.

## Beschermingsstatus
Door de internationale natuurbeschermingsorganisatie IUCN is de beschermingsstatus 'veilig' toegewezen (Least Concern of LC).